# 1115 en santé et médecine
| Années de la santé et de la médecine : 1112 - 1113 - 1114 - 1115 - 1116 - 1117 - 1118    |
| Décennies de la santé et de la médecine : 1080 - 1090 - 1100 - 1110 - 1120 - 1130 - 1140 |

## Fondations
- Mai : Les frères de Saint-Jean fondent un hôpital à Toulouse[1].
- Fondation par des bourgeois de Pontorson, en Normandie, au bord du Couesnon, d'un hôpital qui deviendra hôpital Saint-Antoine de la Charité et qui est à l'origine de l'actuel Centre hospitalier de l'estran[2].
- Construction d'une chapelle à L'Argentière, en Savoie, sur le site d'une « « nécropole médiévale » [qui] serait celui d'une maladrerie[3] ».
- Peu après 1115 : à Partney, dans le Lincolnshire, en Angleterre, Walter, fils de Gilbert de Gant (en), son fondateur, fait construire l'hôpital Sainte-Marie-Madeleine (Hospital of St. Mary Magdalene) et le confie à l'abbaye de Bardney, mais « on ne sait s'il était destiné aux malades ou aux vieillards nécessiteux[4],[5] ».
- Vers 1115-1118 : Gaston le Croisé, seigneur de Béarn, fait construire à Aubertin et place sous le contrôle du prieuré de Sainte-Christine du Somport un hôpital de pèlerins qui n'ouvrira qu'en 1128[6].

## Divers
- Mathilde de Toscane alitée depuis sept mois, meurt « percluse d'arthrite[7],[8] ».

## Publication
- Selon un copiste, un certain Jean, « agarénien » récemment converti par le médecin pisan Rusticus, traduit en latin pendant l'expédition de Majorque la partie du Kitāb al-malakī d'Ali ibn Abbas al-Majusi (930-994) que Constantin l'Africain n'a pas retenue dans son Pantegni[9].

## Naissance
- Vers 1115 : Romuald II (mort en 1181), archevêque de Salerne, « dont il est notoire qu'il fut médecin[10] ».

## Décès
- 1115 ou 1116[11] : Yves (né vers 1040), évêque de Chartres, fondateur de nombreux établissements consacrés « au soin des pauvres et des malades […], promoteur du développement sans égal des institutions hospitalières durant tout le Moyen Âge[12] » et dont Clerval[13], « s'appuyant sur quelques passages de ses ouvrages, n'hésite pas à dire qu'il était médecin[14] », quoique des auteurs plus récents ne relèvent dans ses écrits que « des comparaisons médicales[15] ».